# Rainy Voice 〜greatest hits & mellow pop〜
『Rainy Voice 〜greatest hits & mellow pop〜』（レイニーヴォイス　グレイテスト・ヒッツ・アンド・メロウ・ポップ）は2007年9月5日にリリースされた稲垣潤一14枚目のベスト・アルバム（規格品番：UICZ-4172）。

## 解説
初回限定盤は「大人の夏景色」のミュージック・ビデオとLive映像4曲収録DVD付（規格品番：UICZ-9020）。
濡れた声、雨色の情景。日本のPOP、AORシーンの中で輝き続けるその声に焦点を当てた25周年ベスト。初のインターネットによるファン投票を参考にセレクション。

## 収録曲
1. 大人の夏景色（single mix）
2. ドラマティック・レイン
3. 246：3AM
4. オーシャン・ブルー
5. P.S.抱きしめたい
6. 夏のクラクション
7. 愛のスーパー・マジック
8. 思い出のビーチクラブ (album mix)
9. ロング・バージョン (album version)
10. バチェラー・ガール (album version)
11. あの頃のまま
12. 僕ならばここにいる
13. 最後のLOVE LETTER
14. こんなにも愛してた (single mix)
15. クリスマスキャロルの頃には
16. 雨のリグレット

### 初回限定盤DVD
1. 大人の夏景色（MV）
2. 振り向いた時そこに見える階段を数えたことがあるだろうか（LIVE）
3. P.S.抱きしめたい（LIVE）
4. クリスマスキャロルの頃には（LIVE）
5. オーシャン・ブルー（LIVE）